# Рохеліо Фунес Морі
Рохеліо Фунес Морі (ісп. Rogelio Funes Mori, нар. 5 березня 1991, Мендоса) — аргентинський футболіст, нападник клубу «Монтеррей».
Виступав, зокрема, за «Рівер Плейт», «Бенфіку», а також національну збірну Аргентини.

## Клубна кар'єра
Народився 5 березня 1991 року в місті Мендоса. У 2001 році Рохеліо з усією сім'єю переїхав до США, де займався в дитячій команді клубу «Даллас» разом з братом Раміро, але 2008 року брати повернулись на батьківщину і потрапили в академію «Рівер Плейта».
У дорослому футболі дебютував 2009 року виступами за «Рівер Плейт», в якому провів чотири сезони, взявши участь у 100 матчах чемпіонату. Більшість часу, проведеного у складі «Рівер Плейта», був основним гравцем атакувальної ланки команди.
10 серпня 2013 року Рохеліо перейшов у «Бенфіку», втім заграти у португальському клубі не зумів і здебільшого виступав за резервну команду, а протягом сезону 2014/15 років на правах оренди захищав кольори турецького клубу «Ескішехірспор».
12 червня 2015 року Фунес Морі перейшов до мексиканського клуб «Монтеррей». З командою став переможцем Ліги чемпіонів КОНКАКАФ у 2019 році, завдяки чому поїхав з командою на клубний чемпіонат світу 2019 року в Катарі, де у чвертьфіналі проти господарів турніру клубу «Ас-Садд» (3:2) забив гол і допоміг клубу вийти до півфіналу. Станом на 28 жовтня 2016 року відіграв за команду з Монтеррея 124 матчі в національному чемпіонаті.

## Виступи за збірні
Протягом 2011—2012 років залучався до складу молодіжної збірної Аргентини. У її складі 2011 року був учасником молодіжного чемпіонату Південної Америки у Перу, на якому Рохеліо забив 2 голи і допоміг команді здобути бронзові нагороди. Всього на молодіжному рівні зіграв у 12 офіційних матчах, забив 4 голи.
19 вересня 2012 року дебютував в офіційних іграх у складі національної збірної Аргентини в матчі Суперкласіко де лас Амерікас проти Бразилії (1:2), замінивши на 76 хвилині Ернана Баркоса. Формат тогорічного турніру передбачав, що у ньому можуть брати участь лише гравці власного чемпіонату, тим не менш матч визнається ФІФА як офіційний.
| Дата      | Місто  | Господарі | Результат | Гості     | Турнір                            | Голи | Примітки |
| --------- | ------ | --------- | --------- | --------- | --------------------------------- | ---- | -------- |
| 20-9-2012 | Гоянія | Бразилія  | 2 – 1     | Аргентина | Суперкласіко де лас Амерікас 2012 | -    | 76'      |
| Усього    |        | Матчів    | 1         |           | Голів                             | 0    |          |

## Титули і досягнення
- Чемпіон Португалії (1):

«Бенфіка»: 2013–14
- Володар Кубка Португалії (1):

«Бенфіка»: 2013–14
- Володар Кубка португальської ліги (1):

«Бенфіка»: 2013–14
- Володар Кубка Мексики (1):

«Монтеррей»: Апертура 2017
- Переможець Ліги чемпіонів КОНКАКАФ (2):

«Монтеррей»: 2019, 2021
- Срібний призер Золотого кубка КОНКАКАФ: 2021

## Особисте життя
Має брата-близнюка Раміро, який теж став професіональним футболістом.